# Sylvain Curinier
Sylvain Curinier (Lons-le-Saunier, Jura, 15 de março de 1969) é um ex-canoísta de slalom francês na modalidade de canoagem.

## Carreira
Foi vencedor da medalha de prata em slalom K-1 em Barcelona 1992.